# Parson Russell terrier
El Parson Russell terrier es una raza de perro del grupo de los terriers, es una variante del Jack Russell Terrier.

## Características
Apto para el trabajo, es activo y ágil, construido para la velocidad y la resistencia dando la impresión de equilibrio y flexibilidad en su conjunto. Se trata de un Terrier intrépido y amigable de pelo liso o duro a condición de que sea tupido y denso para protegerlo de inclemencias del tiempo como el frío y la humedad.

## Apariencia
Su color puede ser enteramente blanco o predominante blanco con manchas marrones, limón o negras o cualquier combinación de estos colores, preferentemente las manchas deben estar limitadas a la cabeza y/o al nacimiento de la cola.
Mide a la cruz entre 33 y 36 cm y su peso aproximado es de 8 a 10 kilos siendo un poco más grande en proporciones que la versión del Jack Russell Terrier. Sobre ambos aspectos debe precisarse que existen ejemplares más altos definidos como "Jack Russell" en algunos clubes de trabajo en Reino Unido y Estados Unidos, debido a que estos clubes no forman parte de la Federación Cinológica Internacional y por ende manejan registros diferentes al estándar reconocido y aceptado mundialmente por el resto de países miembros.

## Historia
El promotor de esta raza, Reverendo John (Jack) Russell llamado "The sporting Parson", nació en 1795 en Dartmouth, Devon. Siendo pastor, sirvió durante la mayor parte de su vida en la parroquia de Swimbridge, Devon. Caballero emérito y gran cazador, apasionado en la cría y selección de terriers, fue, en 1873, uno de los miembros fundadores del Kennel Club en Reino Unido. 
En 1863, en Birmingham, aparecieron los ejemplares que todavía hoy en día son considerados los pilares de la raza: Old Jock, Old Trap y Old Tartar.
Al finalizar la Segunda Guerra Mundial esta raza gozaba de una gran popularidad en el continente europeo, sobre todo en los medios de caza y caballería. Fue la primera variante reconocida del Jack Russell Terrier nombrado Parson (Jack) Russell Terrier, por Kennel Club de Reino Unido en 1990, quienes publicaron un estándar formal interino. La FCI aceptó a título provisional esta raza el 2 de julio de 1990. El 4 de junio de 2001 esta raza fue reconocida a título definitivo como Parson Russell Terrier por la Federación Cinológica Internacional.

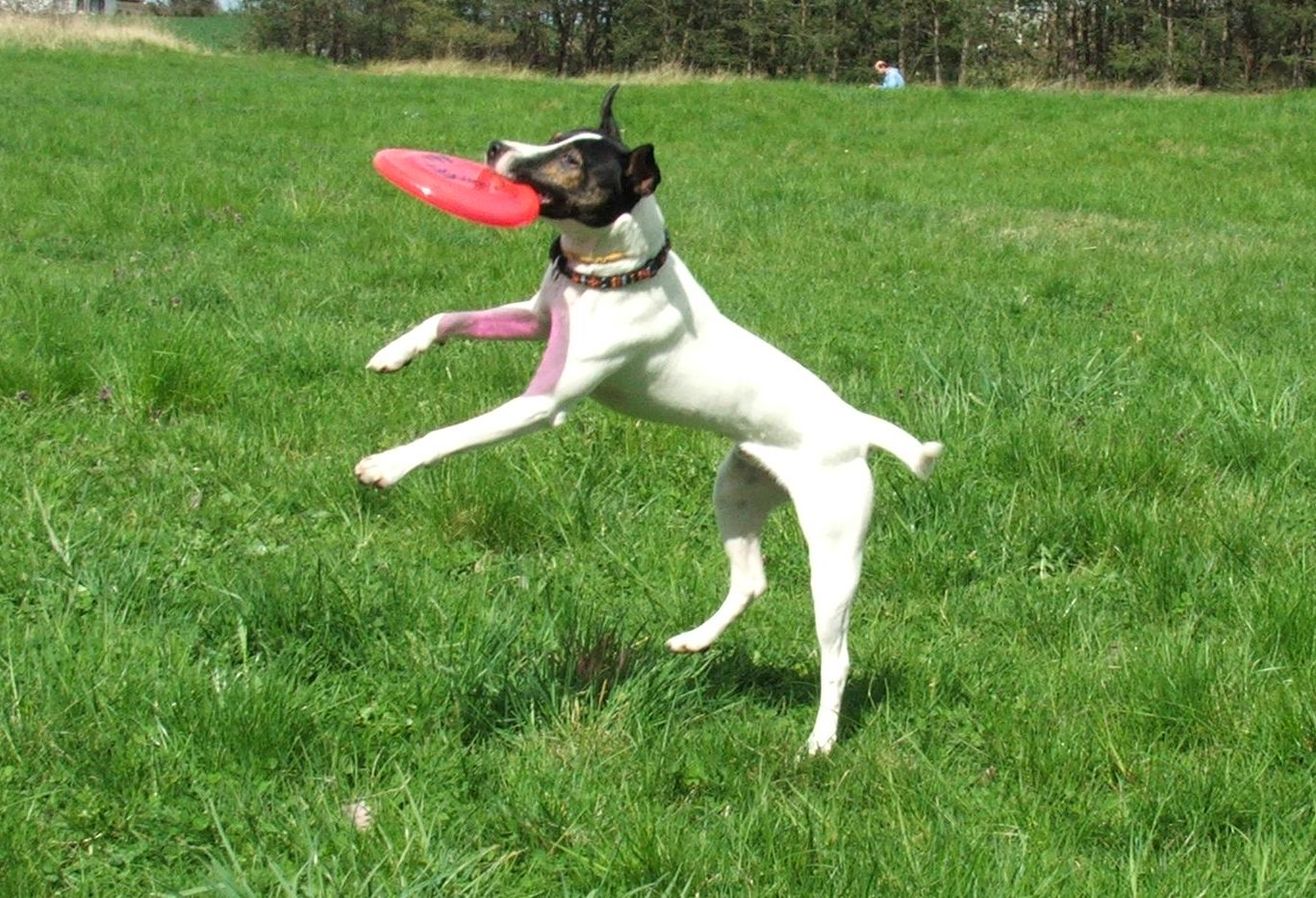
Parson Russell a la "caza" del Frisbee.

## Entrenamiento y ejercicio
Lo ideal es que esta raza se utilice para práctica de actividades que requieran ejercicio y movimiento. Se recomienda que se les ejercite diariamente de manera intensa ya que son perros con una dosis enorme de energía contenida. Salir a correr, ir en bicicleta, lanzarle frisbee o pelotas -y enseñarle a traerlos de regreso-, ayudará a estrechar el lazo entre el Parson y su dueño a la vez que se le educa, disfruta y ejercita.

## Salud
Como el Parson Russell desciende de la raza Fox Terrier puede padecer en el sistema locomotor Ataxia y "Mielopatía de Terrier" (Ataxia hereditaria) y presentar en el ojo luxación del cristalino. Para reducir estos riesgos los criadores responsables deberán realizar cruzas sólo entre ejemplares cuyo historial genealógico sea conocido y certificado. Los machos y hembras destinados para reproducción periódicamente deberán ser revisados y estar médicamente declarados libres de estos padecimientos.